# スバック

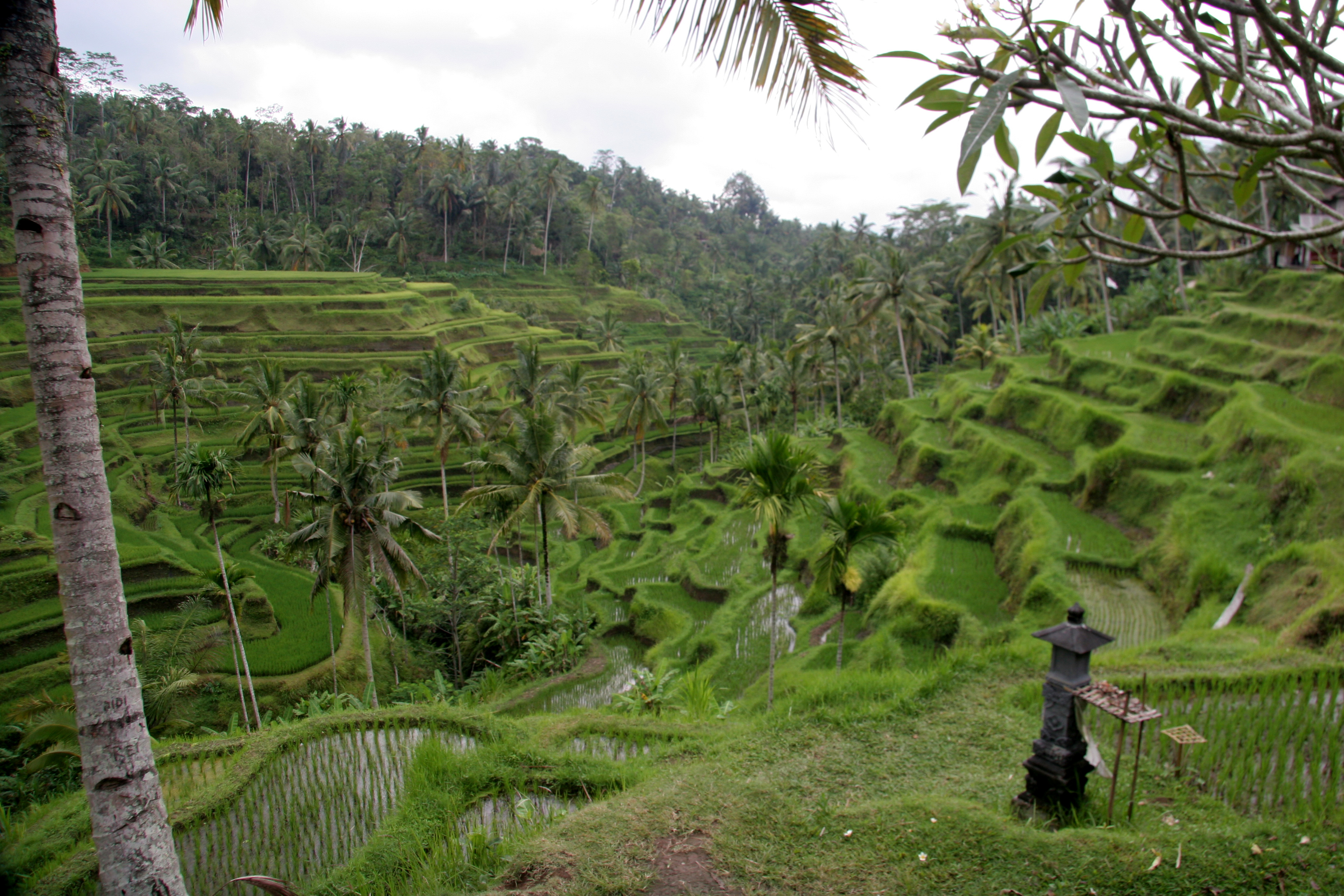
スバックによって守られるバリ島の棚田

スバック（バリ語：subak）とは、バリ島に見られる伝統的な水利組合である。現在のバリ島でも至るところで形成されており、その数は約1,200にも及ぶ。

## スバックとバリ・ヒンドゥー
スバックは、「流水の分配」を意味するseuwakを語源としており、8～9世紀頃に高僧ルシ・マルカンディアによって初めて形成されたと言われている。水資源の不安定なインドで生まれたヒンドゥー教では水を万物の始原とする地母神信仰が盛んであり、これがバリ島土着のアニミズム的汎神論と結びつき、バリ・ヒンドゥーの体系において水が神格化されたことで、スバックの行事や運営は、水を中心とする神事と密接なつながりを有している。
各スバックはそれぞれに自らの寺院を保有しているほか、取水堰や主な分水堰（トムク）にも堰堤寺院や石製の祭壇が設えられており、スバックの構成員は農作業はもとより、水に関わる各種の宗教行事に対して共同で参加し、その費用を負担している。スバックの寺院（プラ・スバック）では、稲の女神デウィ・スリや水の神とされるブタラ・ウィスヌに対して豊饒を祈る儀礼が行なわれる。

## スバックの運営

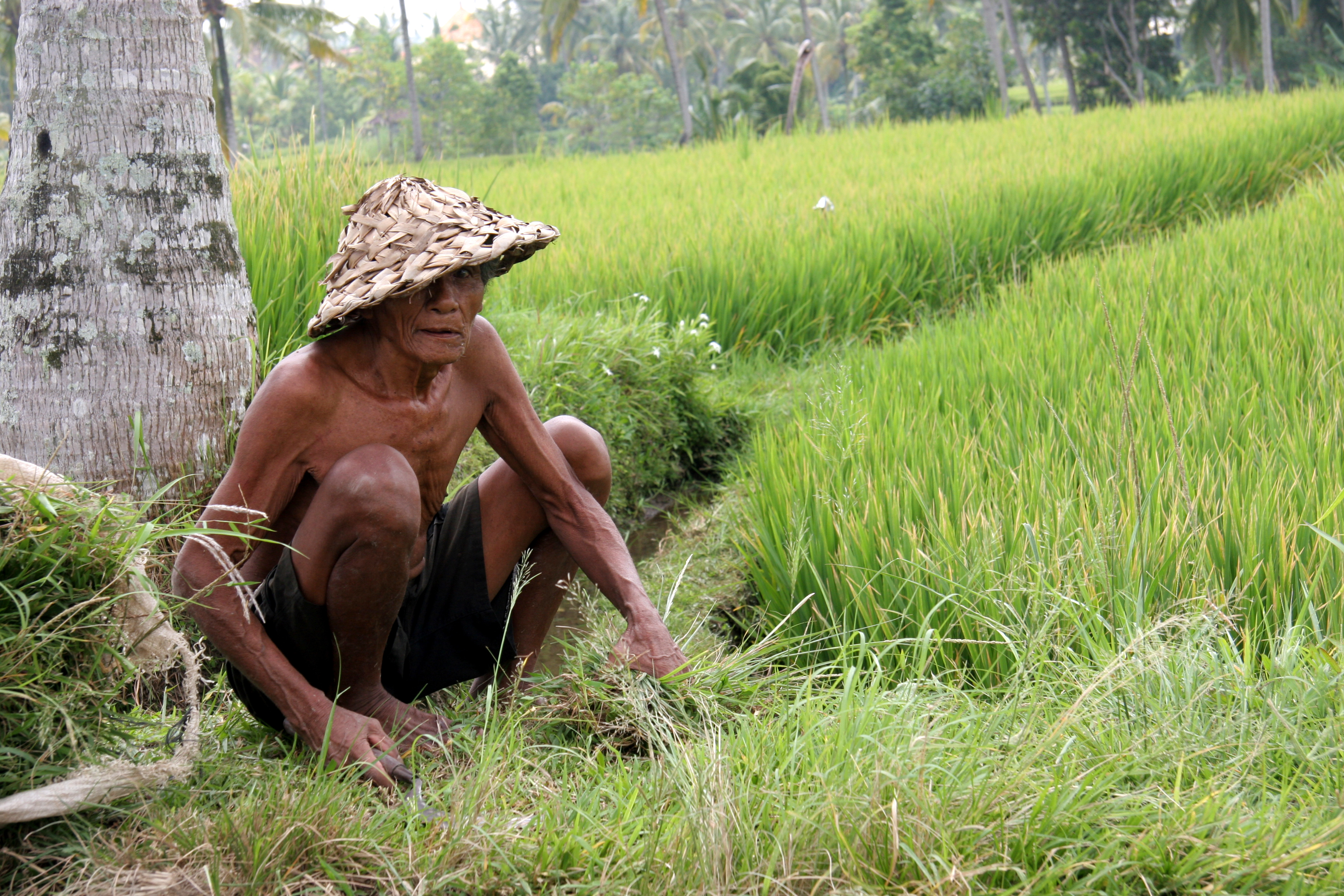
作業を行なうクラマ・スバック

スバックは、バンジャール（部落）やデサ（村）とは独立して形成されており、その構造はさながらひとつの村のようである。スバックの構成員（クラマ・スバック）は灌漑耕地の所有によって決定される（したがって、あるバンジャールの構成員がいくつかの異なるスバックに分かれて所属していることもある）。
クラマ・スバックのあいだでは定期集会が開かれ、スバックの長（クリアン・スバックないしプカセ）が構成員の中から互選され、アウィグ・アウィグと呼ばれる合意事項が定められ、スバックはこれにしたがって運営される。具体的には、独自に土地税を徴収し、共同作業（ゴトン・ロヨン）への参加を義務として課し、水の取り入れの権利を強く保証し、紛争時には調停を行うとともに、盗水などの違反行為に対する厳しい罰則規定を設けるといった活動がみられる。文化人類学者のクリフォード・ギアツの観察するところ、「スバックの言葉は法であり、それに逆らうことは犯罪」なのである。
スバックの運営における以上のような宗教社会的自律性をみて、ギアツはウィットフォーゲル流の水利社会説を批判すべく、次のように叙述している。

〔スバックの〕寺院（や祭壇や棚田）での活動は、スバック全体が機能する際に必要な相互調整の機構だった……。バリの灌漑体系が機能することを可能とし、その体系に形態と秩序を与えていたのは、膨大な水利施設と苦力労働者の大群を支配する高度に集中化された政治体制、すなわち「全体的権力」を追求する「アジア的専制君主」の「水利官僚制」なのではなかった。それは、社会学的には成層化し空間的には分散し行政的には非集中的で精神的には強制力を持つ、儀礼義務の集合体であった。

## 世界遺産
スバックに基づくバリの文化的景観は、2012年、「バリ州の文化的景観 : トリ・ヒタ・カラナの哲学を表現したスバック・システム」としてユネスコの世界遺産（文化遺産）に登録された。この遺産は5件の棚田とその灌漑施設、および関連する寺院や湖から構成されている。その中には、18世紀に建立された王立水上寺院プラ・タマン・アユンも含まれているが、これはバリ島においてプラ・ブサキに次いで大きい寺院である。